# 长肢水生猛水蚤
长肢水生猛水蚤（学名：Enhydrosoma longum）为短角猛水蚤科水生猛水蚤属的动物，是中国的特有物种。分布于广东等地，常见于半咸水及淡水中。